# Hopman Cup 1991
De Hopman Cup 1991 werd gehouden van donderdag 27 december 1990 tot en met vrijdag 4 januari 1991 op de hardcourtbinnenbanen van de Burswood Entertainment Complex in de Australische stad Perth.
Het toernooi was een eliminatietoernooi gespeeld met twaalf teams. Waarbij er acht teams geplaatst waren, de top vier was vrijgeloot in de eerste ronde

## Deelnemers naar ranglijstpositie
| nr. | land                | team                                     | WTA+ATP- rang1 | resultaat    |
| --- | ------------------- | ---------------------------------------- | -------------- | ------------ |
| 1.  | Verenigde Staten    | Zina Garrison / David Wheaton            |                | finale       |
| 2.  | Spanje              | Arantxa Sánchez / Emilio Sánchez         |                | kwartfinale  |
| 3.  | Zwitserland         | Manuela Maleeva-Fragniere / Jakob Hlasek |                | kwartfinale  |
| 4.  | Sovjet-Unie         | Natallja Zverava / Andrej Tsjesnokov     |                | halve finale |
| 5.  | Australië           | Elizabeth Smylie / Pat Cash              |                | kwartfinale  |
| 6.  | Joegoslavië         | Monica Seles / Goran Prpić               |                | winnaars     |
| 7.  | Tsjecho-Slowakije   | Regina Rajchrtová / Petr Korda           |                | kwartfinale  |
| 8.  | Frankrijk           | Catherine Tanvier / Guy Forget           |                | halve finale |
| -   | Duitsland           | Isabel Cueto / Carl-Uwe Steeb            |                | eerste ronde |
| -   | Italië              | Raffaella Reggi / Paolo Canè             |                | eerste ronde |
| -   | Nederland           | Manon Bollegraf / Michiel Schapers       |                | eerste ronde |
| -   | Verenigd Koninkrijk | Sarah Loosemore / Jeremy Bates           |                | eerste ronde |

## Spelregels
In dit toernooi bestaat een landenontmoeting uit drie partijen (rubbers): in het vrouwenenkelspel, mannenenkelspel en gemengd dubbelspel. De partijen werden gespeeld om twee-uit-drie sets. Het gemengd dubbelspel werd als derde partij gespeeld. Indien de ontmoeting als beslist was werd het dubbelspel vervangen door een set tot 8 games.

## Speelschema

### Eliminatiefase
| Eerste ronde | Eerste ronde        | Eerste ronde |  |  | Kwartfinale | Kwartfinale       | Kwartfinale |  |  | Halve finale | Halve finale     | Halve finale |  |  | Finale | Finale           | Finale |
|              |                     |              |  |  |             |                   |             |  |  |              |                  |              |  |  |        |                  |        |
|              |                     |              |  |  |             |                   |             |  |  |              |                  |              |  |  |        |                  |        |
|              |                     |              |  |  | 1           | Verenigde Staten  | 2           |  |  |              |                  |              |  |  |        |                  |        |
|              | Duitsland           | 1            |  |  | 7           | Tsjecho-Slowakije | 1           |  |  |              |                  |              |  |  |        |                  |        |
| 7            | Tsjecho-Slowakije   | 2            |  |  |             |                   |             |  |  | 1            | Verenigde Staten | 2            |  |  |        |                  |        |
|              |                     |              |  |  |             |                   |             |  |  | 3            | Zwitserland      | 1            |  |  |        |                  |        |
|              |                     |              |  |  | 3           | Zwitserland       | 3           |  |  |              |                  |              |  |  |        |                  |        |
|              | Verenigd Koninkrijk | 1            |  |  | 5           | Australië         | 0           |  |  |              |                  |              |  |  |        |                  |        |
| 5            | Australië           | 2            |  |  |             |                   |             |  |  |              |                  |              |  |  | 1      | Verenigde Staten | 0      |
| 6            | Joegoslavië         | 3            |  |  |             |                   |             |  |  |              |                  |              |  |  | 6      | Joegoslavië      | 3      |
|              | Italië              | 0            |  |  | 6           | Joegoslavië       | 2           |  |  |              |                  |              |  |  |        |                  |        |
|              |                     |              |  |  | 4           | Sovjet-Unie       | 1           |  |  |              |                  |              |  |  |        |                  |        |
|              |                     |              |  |  |             |                   |             |  |  | 6            | Joegoslavië      | 2            |  |  |        |                  |        |
| 8            | Frankrijk           | 2            |  |  |             |                   |             |  |  | 8            | Frankrijk        | 1            |  |  |        |                  |        |
|              | Nederland           | 1            |  |  | 8           | Frankrijk         | 2           |  |  |              |                  |              |  |  |        |                  |        |
|              |                     |              |  |  | 2           | Spanje            | 1           |  |  |              |                  |              |  |  |        |                  |        |
|              |                     |              |  |  |             |                   |             |  |  |              |                  |              |  |  |        |                  |        |

### Eerste ronde

#### Duitsland – Tsjecho-Slowakije
| Vlag van Duitsland | Duitsland 1 | Perth, Australië 28 december 1990 hardcourt (i) | Perth, Australië 28 december 1990 hardcourt (i) | Perth, Australië 28 december 1990 hardcourt (i) | Tsjecho-Slowakije 2 | Vlag van Tsjecho-Slowakije |

|   |                                                              |                                                              | 1   | 2   | 3   |  |
| - | ------------------------------------------------------------ | ------------------------------------------------------------ | --- | --- | --- |  |
| 1 | Isabel Cueto Regina Rajchrtová                               | Isabel Cueto Regina Rajchrtová                               | 2 6 | 6 2 | 6 4 |  |
| 2 | Carl-Uwe Steeb Petr Korda                                    | Carl-Uwe Steeb Petr Korda                                    | 3 6 | 6 2 | 2 6 |  |
| 3 | Isabel Cueto / Carl-Uwe Steeb Regina Rajchrtová / Petr Korda | Isabel Cueto / Carl-Uwe Steeb Regina Rajchrtová / Petr Korda | 1 6 | 3 6 |     |  |

#### Verenigd Koninkrijk – Australië
| Vlag van Verenigd Koninkrijk | Verenigd Koninkrijk 1 | Perth, Australië 27 december 1990 hardcourt (i) | Perth, Australië 27 december 1990 hardcourt (i) | Perth, Australië 27 december 1990 hardcourt (i) | Australië 2 | Vlag van Australië |

|   |                                                            |                                                            | 1   | 2   | 3 |  |
| - | ---------------------------------------------------------- | ---------------------------------------------------------- | --- | --- | - |  |
| 1 | Sarah Loosemore Elizabeth Smylie                           | Sarah Loosemore Elizabeth Smylie                           | 6 4 | 6 3 |   |  |
| 2 | Jeremy Bates Pat Cash                                      | Jeremy Bates Pat Cash                                      | 1 6 | 1 6 |   |  |
| 3 | Sarah Loosemore / Jeremy Bates Elizabeth Smylie / Pat Cash | Sarah Loosemore / Jeremy Bates Elizabeth Smylie / Pat Cash | 4 6 | 2 6 |   |  |

#### Joegoslavië – Italië
| Vlag van Joegoslavië (1943-1992) | Joegoslavië 3 | Perth, Australië 27 december - 1 januari 1991 hardcourt (i) | Perth, Australië 27 december - 1 januari 1991 hardcourt (i) | Perth, Australië 27 december - 1 januari 1991 hardcourt (i) | Italië 0 | Vlag van Italië |

|   |                                                         |                                                         | 1   | 2   | 3   |  |
| - | ------------------------------------------------------- | ------------------------------------------------------- | --- | --- | --- |  |
| 1 | Monica Seles Raffaella Reggi                            | Monica Seles Raffaella Reggi                            | 6 2 | 6   | 6 4 |  |
| 2 | Goran Prpić Paolo Canè                                  | Goran Prpić Paolo Canè                                  | 6 4 | 6 3 |     |  |
| 3 | Monica Seles / Goran Prpić Raffaella Reggi / Paolo Canè | Monica Seles / Goran Prpić Raffaella Reggi / Paolo Canè | 8 3 |     |     |  |

#### Frankrijk – Nederland
| Vlag van Frankrijk | Frankrijk 2 | Perth, Australië 27 december - 1 januari 1991 hardcourt (i) | Perth, Australië 27 december - 1 januari 1991 hardcourt (i) | Perth, Australië 27 december - 1 januari 1991 hardcourt (i) | Nederland 1 | Vlag van Nederland |

|   |                                                                   |                                                                   | 1   | 2   | 3 |  |
| - | ----------------------------------------------------------------- | ----------------------------------------------------------------- | --- | --- | - |  |
| 1 | Catherine Tanvier Manon Bollegraf                                 | Catherine Tanvier Manon Bollegraf                                 | 6 3 | 6 4 |   |  |
| 2 | Guy Forget Michiel Schapers                                       | Guy Forget Michiel Schapers                                       | 6 4 | 6 4 |   |  |
| 3 | Catherine Tanvier / Guy Forget Manon Bollegraf / Michiel Schapers | Catherine Tanvier / Guy Forget Manon Bollegraf / Michiel Schapers | 5 8 |     |   |  |

### Kwartfinale

#### Verenigde Staten – Tsjecho-Slowakije
| Vlag van Verenigde Staten | Verenigde Staten 2 | Perth, Australië 29 december 1990 - 2 januari 1991 hardcourt (i) | Perth, Australië 29 december 1990 - 2 januari 1991 hardcourt (i) | Perth, Australië 29 december 1990 - 2 januari 1991 hardcourt (i) | Tsjecho-Slowakije 1 | Vlag van Tsjecho-Slowakije |

|   |                                                              |                                                              | 1   | 2   | 3 |  |
| - | ------------------------------------------------------------ | ------------------------------------------------------------ | --- | --- | - |  |
| 1 | Zina Garrison Regina Rajchrtová                              | Zina Garrison Regina Rajchrtová                              | 6 4 | 6 4 |   |  |
| 2 | David Wheaton Petr Korda                                     | David Wheaton Petr Korda                                     | 6 4 | 6 2 |   |  |
| 3 | Zina Garrison / David Wheaton Regina Rajchrtová / Petr Korda | Zina Garrison / David Wheaton Regina Rajchrtová / Petr Korda | 1 8 |     |   |  |

#### Zwitserland – Australië
| Vlag van Zwitserland | Zwitserland 3 | Perth, Australië 28 december 1990- 2 januari 1991 hardcourt (i) | Perth, Australië 28 december 1990- 2 januari 1991 hardcourt (i) | Perth, Australië 28 december 1990- 2 januari 1991 hardcourt (i) | Australië 0 | Vlag van Australië |

|   |                                                                      |                                                                      | 1   | 2   | 3 |  |
| - | -------------------------------------------------------------------- | -------------------------------------------------------------------- | --- | --- | - |  |
| 1 | Manuela Maleeva-Fragniere Elizabeth Smylie                           | Manuela Maleeva-Fragniere Elizabeth Smylie                           | 6 0 | 6 0 |   |  |
| 2 | Jakob Hlasek Pat Cash                                                | Jakob Hlasek Pat Cash                                                | 6 2 | 6 4 |   |  |
| 3 | Manuela Maleeva-Fragniere / Jakob Hlasek Elizabeth Smylie / Pat Cash | Manuela Maleeva-Fragniere / Jakob Hlasek Elizabeth Smylie / Pat Cash | 8 6 |     |   |  |

#### Joegoslavië – Sovjet-Unie
| Vlag van Joegoslavië (1943-1992) | Joegoslavië 2 | Perth, Australië 28 december - 2 januari 1991 hardcourt (i) | Perth, Australië 28 december - 2 januari 1991 hardcourt (i) | Perth, Australië 28 december - 2 januari 1991 hardcourt (i) | Sovjet-Unie 1 | Vlag van Sovjet-Unie |

|   |                                                                 |                                                                 | 1   | 2   | 3   |  |
| - | --------------------------------------------------------------- | --------------------------------------------------------------- | --- | --- | --- |  |
| 1 | Monica Seles Natallja Zverava                                   | Monica Seles Natallja Zverava                                   | 6 2 | 6 1 |     |  |
| 2 | Goran Prpić Andrej Tsjesnokov                                   | Goran Prpić Andrej Tsjesnokov                                   | 6 7 | 6 3 | 2 6 |  |
| 3 | Monica Seles / Goran Prpić Natallja Zverava / Andrej Tsjesnokov | Monica Seles / Goran Prpić Natallja Zverava / Andrej Tsjesnokov | 7 5 | 6 4 |     |  |

#### Frankrijk – Spanje
| Vlag van Frankrijk | Frankrijk 2 | Perth, Australië 28 december - 2 januari 1991 hardcourt (i) | Perth, Australië 28 december - 2 januari 1991 hardcourt (i) | Perth, Australië 28 december - 2 januari 1991 hardcourt (i) | Spanje 1 | Vlag van Spanje |

|   |                                                                 |                                                                 | 1   | 2   | 3 |  |
| - | --------------------------------------------------------------- | --------------------------------------------------------------- | --- | --- | - |  |
| 1 | Catherine Tanvier Arantxa Sánchez                               | Catherine Tanvier Arantxa Sánchez                               | 4 6 | 3 6 |   |  |
| 2 | Guy Forget Emilio Sánchez                                       | Guy Forget Emilio Sánchez                                       | 6 4 | 6 2 |   |  |
| 3 | Catherine Tanvier / Guy Forget Arantxa Sánchez / Emilio Sánchez | Catherine Tanvier / Guy Forget Arantxa Sánchez / Emilio Sánchez | 6 4 | 6 2 |   |  |

### Halve finale

#### Verenigde Staten – Zwitserland
| Vlag van Verenigde Staten | Verenigde Staten 2 | Perth, Australië januari 1991 hardcourt (i) | Perth, Australië januari 1991 hardcourt (i) | Perth, Australië januari 1991 hardcourt (i) | Zwitserland 1 | Vlag van Zwitserland |

|   |                                                                        |                                                                        | 1   | 2   | 3 |  |
| - | ---------------------------------------------------------------------- | ---------------------------------------------------------------------- | --- | --- | - |  |
| 1 | Zina Garrison Manuela Maleeva-Fragniere                                | Zina Garrison Manuela Maleeva-Fragniere                                | 6 2 | 7 5 |   |  |
| 2 | David Wheaton Jakob Hlasek                                             | David Wheaton Jakob Hlasek                                             | 3 6 | 2 6 |   |  |
| 3 | Zina Garrison / David Wheaton Manuela Maleeva-Fragniere / Jakob Hlasek | Zina Garrison / David Wheaton Manuela Maleeva-Fragniere / Jakob Hlasek | 7 5 | 6 2 |   |  |

#### Joegoslavië – Frankrijk
| Vlag van Joegoslavië (1943-1992) | Joegoslavië 2 | Perth, Australië januari 1991 hardcourt (i) | Perth, Australië januari 1991 hardcourt (i) | Perth, Australië januari 1991 hardcourt (i) | Frankrijk 1 | Vlag van Frankrijk |

|   |                                                           |                                                           | 1   | 2   | 3   |  |
| - | --------------------------------------------------------- | --------------------------------------------------------- | --- | --- | --- |  |
| 1 | Monica Seles Catherine Tanvier                            | Monica Seles Catherine Tanvier                            | 6 2 | 6 3 |     |  |
| 2 | Goran Prpić Guy Forget                                    | Goran Prpić Guy Forget                                    | 4 6 | 3 6 |     |  |
| 3 | Monica Seles / Goran Prpić Catherine Tanvier / Guy Forget | Monica Seles / Goran Prpić Catherine Tanvier / Guy Forget | 5 7 | 6 4 | 6 4 |  |

### Finale

#### Verenigde Staten – Joegoslavië
| Vlag van Verenigde Staten | Verenigde Staten 0 | Perth, Australië 4 januari 1991 hardcourt (i) | Perth, Australië 4 januari 1991 hardcourt (i) | Perth, Australië 4 januari 1991 hardcourt (i) | Joegoslavië 3 | Vlag van Joegoslavië (1943-1992) |

|   |                                                          |                                                          | 1   | 2   | 3   |  |
| - | -------------------------------------------------------- | -------------------------------------------------------- | --- | --- | --- |  |
| 1 | Zina Garrison Monica Seles                               | Zina Garrison Monica Seles                               | 1 6 | 1 6 |     |  |
| 2 | David Wheaton Goran Prpić                                | David Wheaton Goran Prpić                                | 4 6 | 6 4 | 5 7 |  |
| 3 | Zina Garrison / David Wheaton Monica Seles / Goran Prpić | Zina Garrison / David Wheaton Monica Seles / Goran Prpić | 3 8 |     |     |  |